# Tioèter
Un tioèter en química orgànica és un compost químic que conté el grup funcional format per un pont de sofre entre dues cadenes amb carbonis (R-S-R' o R¹-S-R²) com es mostra en la imatge de la dreta. Essent el sofre anàleg d'un grup èter (R-O-R'), aquest grup s'anomena grup tioèter. Tradicionalment els tiols reben el nom de mercaptans.
Com molts altres composts que contenen sofre, els tioèters volàtils tenen olors característiques desagradables.
Un tioèter és similar a un èter, contenint un àtom de sofre en lloc d'un àtom d'oxigen. Dequt al fet que oxigen i sofre pertanyen al grup dels amfigens en la taula periòdica, les propietats químiques dels èters i tioèters tenen alguns punts en comú, però en general la reactivitat dels tiols és més alta en tenir més acidesa i més capacitat d'oxidació.
Aquest grup funcional és important en biologia, especialment en l'aminoàcid metionina i el cofactor biotina.

## Obtenció
- Els tioèters acostumen a prepara-se per l'alquilació dels tiols:

R-Br + HS-R' → R-S-R' + HBr
- Un mètode alternatiu és per addició de tiol a un alquè, típicament catalitzada per radicals lliures:

R-CH=CH₂ + HS-R' → R-CH₂-CH₂-S-R'

## Reactivitat
- Mentre que els èters són generalment estables, els tioèters (R-S-R) s'oxiden fàcilment a sulfòxids (R-S(=O)-R), els quals poden continuar oxidant-se a sulfona (R-S(=O)₂-R).

## Exemples de tioèters
Degut a la seva olor desagradable alguns tioèters es fan servir com a additiu per a donar una olor al gas d'ús domèstic que sinó són inodors (metà, età, butà…) com el metiltiol CH₃-SH.

L'olor característica de la ceba i la seva picantor és deu al propanotiol. CH₃-CH₂-CH₂-SH.

L'olor del alls i la picantor són pel sulfur de dietil. CH₂-CH-S-CH-CH₂.